# Clase Foudre
La clase Foudre está conformada por dos buques de asalto anfibio de tipo LPD (en inglés "Landing Platform Dock") de diseño francés. Se construyeron dos buques de esta clase para la Marina Nacional de Francia, llamados Foudre y Siroco.

## Características
Los clase Foudre, llevan grandes zonas de carga que se pueden utilizar para transportar carros de combate y vehículos. Una plataforma de elevación de 52 toneladas, así como una rampa lateral y una cubierta de vuelo le permiten operar simultáneamente con varios helicópteros.
En tres travesías de dichos buques se pueden transportar un regimiento blindado completo, con 22 AMX-30 o Leclerc u otros carros de combate, 44 vehículos blindados pesados AMX 10 RC, 22 Véhicule de l'Avant Blindé, 41 vehículos ligeros todo terreno (incluyendo 16 sistemas antitanques MILAN), 54 camiones TRM 4000, 15 camionetas TRM 2000, 5 camiones cisterna, 2 camiones remolcadores, 6 morteros de 120 mm, 67 contenedores remolcados y otros equipos, sumando un total de 3300 t.
El casco constituye tres cuartas partes de la longitud de la nave, y tiene una capacidad para ocho lanchas de desembarco. La cubierta de vuelo permite operaciones en todo tipo de clima con helicópteros de transporte. 4 Super Puma o 2 helicópteros Super Frelon pueden alojarse en su hangar.

## Venta a Sudamérica
En junio de 2010, el ministro de Defensa francés Hervé Morin ofreció el Foudre (L 9011) a la Armada Argentina durante su visita a Buenos Aires, Argentina, ya había rechazado la transferencia de los clase Ouragan anteriormente y existía un gran interés en buscar el apoyo francés para un buque anfibio construido localmente.
En octubre de 2011, se anunció que Chile y Francia habían concluido las negociaciones para la venta del  Foudre (L 9011) a la Armada de Chile  por alrededor de 80 millones de dólares. En diciembre de 2011, el Foudre (L 9011) entró en servicio en dicha Armada como  Sargento Aldea (LSDH-91).
En 2014, el Gobierno De Chile después de haber desechado la compra del segundo buque francés  Siroco (L 9012), el ministro de Defensa de Chile en turno, Jorge Burgos, informó de que su cartera está estudiando la posibilidad de reactivar las gestiones para adquirir el buque de asalto anfibio francés Siroco (L 9012) por 70 millones de dólares para noviembre del 2015. 
Finalmente a principios de agosto del 2015 tras de negociaciones con Francia, Brasil ha adquirió el navío, que fue entregado en Toulón el 17 de diciembre de 2015, y fue renombrado  Bahía (G-40).

## Galería de imágenes

Diseño del LPD Foudre
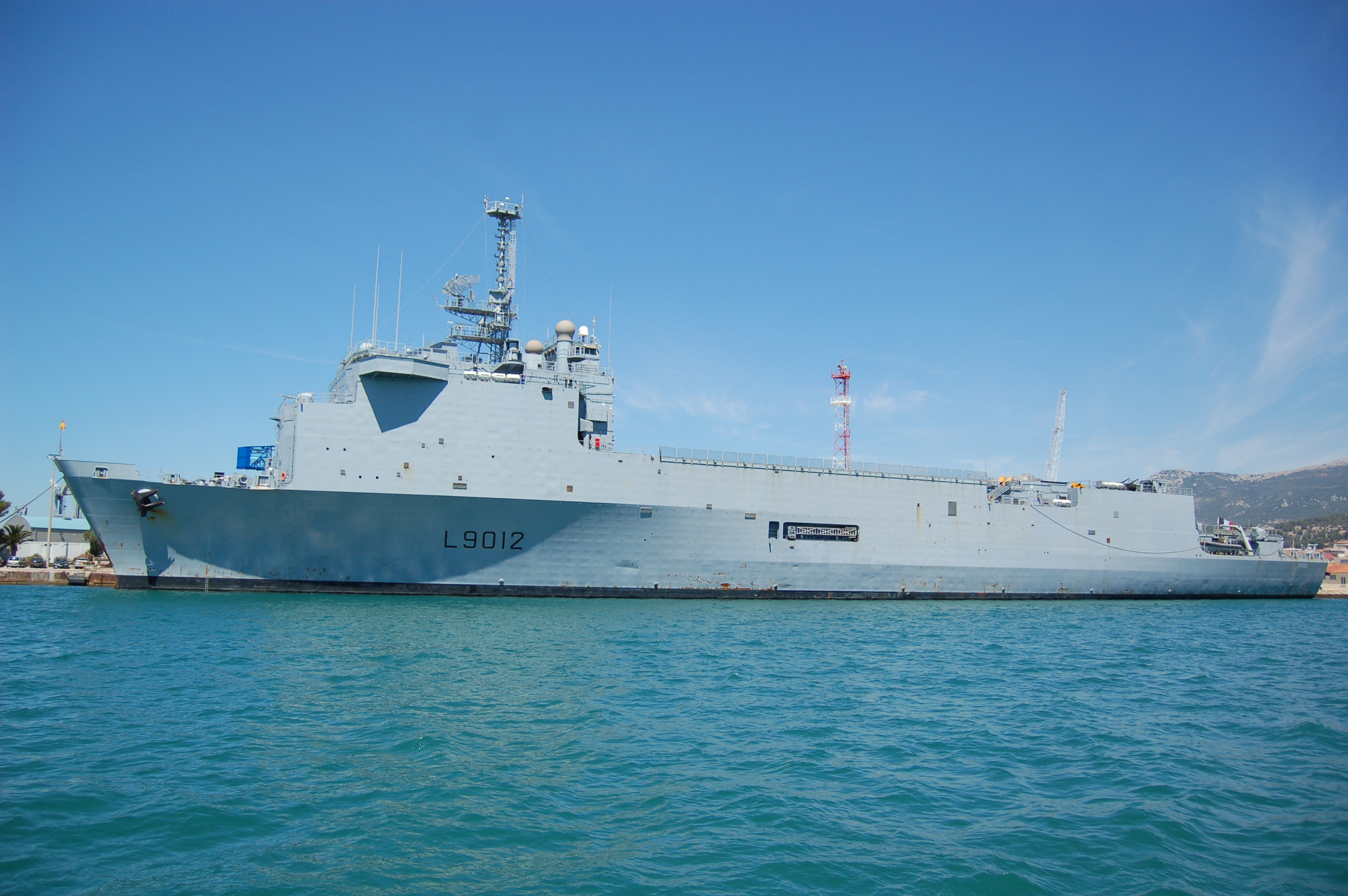
El Siroco en la rada de Toulon
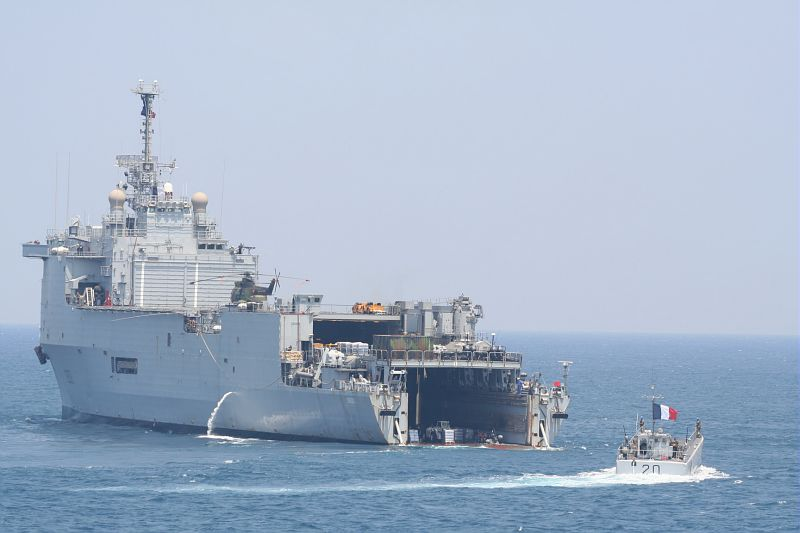
El Siroco durante la "Operación Baliste" para evacuar a ciudadanos franceses de Líbano.
Comparación entre el Foudre y el Mistral